# Verbascum tibesticum
Verbascum tibesticum är en flenörtsväxtart som först beskrevs av Quezel, och fick sitt nu gällande namn av Huber-morath. Verbascum tibesticum ingår i släktet kungsljus, och familjen flenörtsväxter. Inga underarter finns listade i Catalogue of Life.